# Jomine tagoauna
Jomine tagoauna är en stekelart som beskrevs av Vinalto Graf och Alice Fumi Kumagai 1998. Jomine tagoauna ingår i släktet Jomine och familjen brokparasitsteklar. Inga underarter finns listade i Catalogue of Life.